# Мартов, Алексей Георгиевич
Алексей Георгиевич Мартов (род. 30 октября 1959 года) — советский и российский учёный-уролог, член-корреспондент РАН (2022).

## Биография
Родился 30 октября 1959 года.
В 1982 году — окончил Первый Московский медицинский институт имени И. М. Сеченова, специальность «лечебное дело».
В 1985 году — окончил Московский государственный педагогический институт иностранных языков имени Мориса Тореза (факультет ВФСДС, английский язык).
С 1987 по 2008 год — работал в Научно-исследовательском институте урологии МЗ РФ, пройдя путь от младшего научного сотрудника, до заведующего отделом эндоурологии и новых уротехнологий (с 1991 года), и до заместителя директора института по научно-клинической работе (2006—2008), совмещая научно-педагогическую деятельность с практической клинической работой в ГКУБ № 47 г. Москвы.
С 2008 года — заведующий отделением эндоскопической урологии Городской клинической урологической больнице № 47 г. Москвы (с 2012 года — заведующий отделением урологии (минимально инвазивных методов диагностики и лечения) Городской клинической больницы № 57 г. Москвы).
С 2005 года — профессор кафедры эндоскопической урологии Российской медицинской академии последипломного образования (РМАПО), а с 2012 года — заведующий кафедрой урологии института повышения квалификации Федерального медико-биологического агентства (ФМБА).
В 1987 году — защитил кандидатскую, а в 1993 году — докторскую диссертацию.
В 1995 году присвоена высшая врачебная квалификационная категория по специальности «Урология».
В 2000 году — присвоено ученое звание профессора.
С 2001 по 2004 годы — главный уролог Министерства здравоохранения Российской Федерации.
В 2001 году — избран членом-корреспондентом Российской Академии Естественных Наук (РАЕН), в 2009 — академиком медико-технической академии.
В 2022 году — избран членом-корреспондентом РАН от Отделения медицинских наук.

## Научная деятельность
Специалист в области разработки новых методов диагностики и лечения урологических заболеваний.
Является признанным авторитетом в области эндоскопической урологии в нашей стране и за рубежом, один из немногих отечественных хирургов-урологов, которого приглашают для выполнения показательных операций на ведущих урологических форумах, неоднократно показывал своё мастерство на конгрессах Европейской урологической ассоциации, Всемирной ассоциации эндоурологов и других урологических съездах и конференциях во Франции, в Германии, Швеции, Турции и др.
Избран экспертом Европейской урологической ассоциации по секции новых уротехнологий (ESUT), где ведёт активную работу по международному сотрудничеству, внедрению новых уротехнологий в практику работы Московских и Российских урологов, обучению молодёжи.
Ученик школы академика РАМН Н. А. Лопаткина, всячески поддерживает и развивает традиции школы.

## Награды
- Заслуженный врач Российской Федерации (2005)
- Орден почета (2019)